# Чайний канон
«Чайний канон» (кит. трад. 茶經, спр. 茶经, піньїнь: Chájīng, акад. Ча цзін) — перша в історії людства книга про чай. Трактат був написаний Лу Юєм між 760 и 762 рр. н. е. за правління династії Тан. Однак оригінал був утрачений, і найстаріший примірник датується часами династії Мін. Твір є відносно невеликим: близько 7 тисяч ієрогліфів. Мова твору лаконічна і витончено поетична.
У «Чайному каноні» вперше систематизовані знання про агротехніку вирощування, обробку чайного листа, інструменти та техніку, традиції чаювання (до епохи Тан включно) та географію вирощування чайного куща.

## Вплив книги на культуру
«Чайний канон» Лу Юя розпочав стандартизацію чайної термінології, зокрема закріпив уживання на позначення чаю ієрогліфа 茶, котрий витіснив інші й використовується досі.
Трактат відіграв ключову роль у популяризації, дослідженні і розвитку чайної культури в Китаї, а також став родоначальником цілого жанру китайської літератури під назвою «чайні книжки» (кит.: 茶书), до якого належать самостійні твори, присвячені чайній культурі.
Попри втрату актуальності практичних розділів «Канону», не зменшується значущість дев'ятої глави книжки, де детально перераховуються всі написані на той час твори, у яких так чи інакше згадувався чай. По суті це бібліографія «чайної літератури» дотанської доби.
Автор книжки набув статусу легендарної, майже міфологічної постаті, статусу «чайного святого» (кит.: 茶圣, 茶仙), і нині шанується китайцями як божественний покровитель чайної справи.

## Зміст трактату

### Глава І: Початок
Ця глава оповідає про міфологічне походження китайського чаю. У ній також міститься садівницький опис чайного куща та настанови з його правильного вирощування, деякі етимологічні спекуляції.
Зокрема описується залежність якості чайного листя від ґрунтів та топографії місцевості.

### Глава ІІ: Чайне приладдя
У цьому розділі описані 15 інструментів, призначених для збору, сушки та пресування чайного листя, матеріали та способи їх виготовлення.

### Глава ІІІ: Виготовлення чаю
Глава присвячена збору чаю та цегельному чаю.

### Глава IV: Приладдя для приготування чаю
У цій главі перелічені та описані двадцять вісім предметів, що використовуються при заварюванні і питті чаю.

### Глава V: Заварювання чаю
Глава містить настанови щодо поводження з цегляним чаєм та щодо вибору якісної води.

### Глава VI: Пиття чаю
У цій главі описується безпосереднє споживання чаю, його властивості, історія, види.

### Глава VII: Історичні записи про чай
Глава містить перелік відомих особливостей, якось пов'язаних з чаєм, фольклорні відомості про чай, поезію про чай, звичаї, рецепти тощо.

### Глава VIII: Походження чаю
У главі порівнюються 8 чайних регіонів Китаю.

### Глава ІХ: Необов'язкові інструменти
Перелік дій, інструментів та посуду, які можна не використовувати при вирощуванні, приготуванні та питті чаю за певних обставин, зазначених у главі.

### Глава Х: Зображення
Настанови для цитування твору на настінних плакатах.